# Herlies
Herlies település Franciaországban, Nord megyében. Lakosainak száma 2288 fő (2022. január 1.). Herlies Fournes-en-Weppes, Wicres, Aubers, Fromelles és Illies községekkel határos.

## Népesség
A település népességének változása:
| Lakosok száma | 2319 | 2378 | 2435 | 2399 | 2396 | 2393 | 2358 | 2323 | 2288 |
|               | 2013 | 2015 | 2016 | 2017 | 2018 | 2019 | 2020 | 2021 | 2022 |